# خرید گروهی
خرید گروهی (به انگلیسی: Group buying)، کالاها و خدمات مختلف را با قیمتی کاهش یافته پیشنهاد می‌دهد به شرط اینکه حداقل تعدادی خاصی از خریداران آن کالا یا جنس پیشنهاد شده را بخرند. این روزها وب‌گاه‌های خرید گروهی نقش عمده‌ای را در خرید و فروش برخط ایفا می‌کنند. این وب‌گاه‌ها معمولاً روزانه یک کالا یا خدمت خاصی را پیشنهاد می‌دهند و وقتی تعداد خاصی از خریداران برای خرید آن ابراز تمایل کردند، آن پیشنهاد قطعی می‌شود و آن جنس یا کالا به فروش می‌رسد. روش کار خیلی از این وب‌گاه‌های خرید گروهی این است که با فروشندگان محلی وارد مذاکره می‌شوند و در ازای جلب مشتری برای فروشگاه از آن‌ها تخفیف می‌گیرند.

## تاریخچه وب‌گاه‌های برخط خرید گروهی
در سال ۲۰۰۰، یک کارمند سابق شرکت مایکروسافت به نام پاول آلن (به انگلیسی: Paul Allen) یک شرکت تجارت برخط به نام مرکاتا (به انگلیسی: Mercata) تأسیس کرد. وب‌گاه این شرکت دستگاه‌های الکترونیکی به فروش می‌رساند. روش کار به این صورت بود که کاربران مختلف برای خرید یک کالا عضو می‌شدند و هر چقدر تعداد اعضا بیشتر می‌شد، قیمت کالا کاهش پیدا می‌کرد. وب‌گاه این شرکت در سال ۲۰۰۱ بسته شد، چرا که نتوانست با وب‌گاه‌هایی مثل آمازون رقابت کند.
این روزها وب‌گاه‌های خرید گروهی بسیار پرتعداد شدند و در کشورهای گوناگون دنیا مورد توجه قرار گرفتند. این وب‌گاه‌ها اجناس و خدمات مختلف و متنوعی را برای فروش عرضه می‌کنند. وب‌گاه‌های خرید گروهی معمولاً به خریداران این امکان را می‌دهند تا با اشتراک‌گذاری پیشنهادهای موجود در وب‌گاه در شبکه‌های اجتماعی برخط دیگران را هم از پیشنهادها با خبر کنند. وب‌گاه‌های خرید گروهی به فروشندگان و کسب و کارهای کوچک این امکان را می‌دهند تا با عرضهٔ کالا یا خدماتشان به فرصت‌های جدید فروش دست پیدا کنند.

## الگوی تجاری وب‌گاه‌های برخط خرید گروهی
اگر اعضای یک وب‌گاه خرید گروهی، برای پیشنهادها و جنس‌ها تخفیف‌خورده ابراز تمایل کنند، می‌توانند مشخصات پرداخت خود را وارد کنند و منتظر بمانند، وقتی تعداد علاقه‌مندان به خرید آن خدمات یا کالای خاص به حداقل مورد نظر رسید، آن معامله انجام می‌شود و برگهٔ تائیدیه خرید به پست الکترونیکی کاربران ارسال می‌گردد. فروشگاه‌ها، رستوران‌ها یا دیگر فروشندگانی که با این وب‌گاه‌ها کار می‌کنند مجبور هستند برای این الگوی فروش تخفیف قابل توجه‌ای را در نظر بگیرند اما در عوض می‌توانند بلافاصله حجم قابل توجهی از خریدار و مراجعه‌کننده را بدست آورند.

## وب‌گاه‌های خرید گروهی برخط فعال در دنیا
موفق‌ترین خرید گروهی برخط در حال حاضر گروپان (به انگلیسی: Groupon) است که در سال ۲۰۰۸ آغاز به کار کرده‌است و تا سال ۲۰۱۰ میلادی موفق شده در بازارهای قاره آمریکا، اروپا و آسیا نفوذ کند. تاکنون ۳۵ میلیون نفر عضو گروپان شده‌اند. در سال ۲۰۱۱ گوگل با پیشنهادی ۶ میلیارد دلاری قصد خرید گروپان را داشت اما گروپان این پیشنهاد را رد کرد و به توسعهٔ سرویس‌هایش ادامه داد. پس از رد این پیشنهاد توسط گروپان، گوگل آغاز به راه‌اندازی سرویس مشابهی به نام گوگل آفرز (به انگلیسی: Google Offers) کرد. در همین سال فیسبوک نیز مشغول تولید و بررسی یک سرویس اجتماعی خرید به نام فیسبوک دیلز (به انگلیسی: Facebook Deals) شد. در حال حاضر ۵۰۰ سایت مشابه گروپان در دنیا وجود دارد که به ارائه سرویس خرید گروهی مشغول هستند.

### در ایران
پس از تابستان ۲۰۱۱ سایت‌های خرید گروهی در ایران آهسته‌آهسته راه‌اندازی شدند.
سایت های نت برگ و تخفیفان جز اولین وبسایت های راه اندازی شده تخفیف گروهی در ایران هستند. سایت سودتو به عنوان پلتفرم خرید گروهی کالا در سال ۱۳۹۸ راه اندازی شد.
در شهرستان‌ها نیز سایت‌های خرید گروهی مانند ویرا برگ به صورت متمرکز فعالیت خود را شروع کردند. 
در حوزه اقلام مصرفی پزشکی نیز شرکت مدی بورس اقدام به راه اندازی خرید گروهی برای داروخانه ها و مراکز درمانی کرده است. 

### مزیت وب سایت‌های تخفیف و خرید گروهی
- مزیت وب سایت‌های تخفیف و خرید گروهی برای مشتریان:

- با تخفیف محصولات و خدمات فروشندگان مختلف آشنا می‌شوند.
- با قیمت مناسب و زیر قیمت بازار خرید می‌کنند.
- رقابت فروشندگان در ارائه تخفیف افزایش می‌یابد و در فروش ارزانتر از هم سبقت می‌گیرند و این به نفع مشتریان است.
- مزیت وب سایت‌های تخفیف و خرید گروهی برای فروشندگان:

- مشتریان جدید پیدا کرده و با سود کمتر فروش خود را بالا می‌برند که این در بلند مدت نتیجه مثبتی در پیشرفت کسب و کار دارد.
- به‌طور رایگان کسب و کار خود را معرفی می‌کنند.
- مزیت وب سایت‌های تخفیف و خرید گروهی برای وب سایت:

- با فروش بن تخفیف و یا تفاوت تخفیفی که از فروشنده دریافت می‌کنند و تخفیفی که به مشتری ارائه می‌دهند کسب درآمد می‌کنند.